# Bhum
Bhum es una ciudad y  municipio situada en el distrito de Osmanabad en el estado de Maharashtra (India). Su población es de 18561 habitantes (2011). Se encuentra a 58 km de Osmanabad.

## Demografía
Según el censo de 2011 la población de Bhum era de 18561 habitantes, de los cuales 9672 eran hombres y 8889 eran mujeres. Bhum tiene una tasa media de alfabetización del 84,74%, superior a la media estatal del 82,34%: la alfabetización masculina es del 90,84%, y la alfabetización femenina del 78,20%.